# Cairo (Ohio)
Cairo es una villa ubicada en el condado de Allen en el estado estadounidense de Ohio. En el Censo de 2010 tenía una población de 524 habitantes y una densidad poblacional de 899,19 personas por km².

## Geografía
Cairo se encuentra ubicada en las coordenadas 40°49′49″N 84°5′6″O / 40.83028, -84.08500. Según la Oficina del Censo de los Estados Unidos, Cairo tiene una superficie total de 0.58 km², de la cual 0.58 km² corresponden a tierra firme y (0%) 0 km² es agua.

## Demografía
Según el censo de 2010, había 524 personas residiendo en Cairo. La densidad de población era de 899,19 hab./km². De los 524 habitantes, Cairo estaba compuesto por el 97.71% blancos, el 0.57% eran afroamericanos, el 0.19% eran amerindios, el 0.19% eran asiáticos, el 0% eran isleños del Pacífico, el 0% eran de otras razas y el 1.34% pertenecían a dos o más razas. Del total de la población el 1.53% eran hispanos o latinos de cualquier raza.